# Il commesso viaggiatore
Il commesso viaggiatore è un romanzo dello scrittore islandese Arnaldur Indriðason, edito nel 2015, secondo capitolo della saga storica dedicata al commissario Flovent e al poliziotto Thorson.

## Trama
Reykjavík, 1941. Il commesso viaggiatore Eyvindur è ritrovato morto all'interno del suo appartamento. A indagare sull'omicidio è chiamato il poliziotto Flóvent, l'unico rimasto visto che i suoi colleghi sono partiti tutti per la guerra. Il proiettile con cui Eyvindur è stato ucciso appartiene all'esercito americano che ha appena sostituito gli inglesi nell'occupazione dell'isola. Siccome gli americani vogliono evitare di essere accusati del delitto, il giovane agente Thorson è mandato in supporto a Flóvent per riferire direttamente ai vertici militari. Thorson è un canadese originario di Manitoba, figlio di islandesi emigrati nel Nuovo Mondo, quindi la sua conoscenza sia dell'islandese che dell'inglese è utilissima per interagire con la comunità locale che non toller la presenza dei soldati americani, accusati di rubare le loro donne.
Flóvent e Thorson indirizzano i loro sospetti sulla famiglia di Felix Lunden, collega di lavoro di Eyvindur e figlio di un medico filonazista. Eyvindur e Lunden sono stati grandi amici d'infanzia, ma crescendo si sono inspiegabilmente allontanati. Lunden infatti aiutava il padre Roger a condurre indagini sull'ereditarietà della devianza nella società islandese, considerata dai nazisti la più vicina alla razza ariana, così da poter giustificare lo sterminio degli ebrei. Mentre Flóvent cerca di fare luce sui segreti della famiglia Lunden, Thorson segue la pista della compagna di Eyvindur, Vera, che lo ha lasciato appena prima che morisse per seguire il sogno di una vita meno monotona al fianco di un soldato americano.

## Edizioni
- Arnaldur Indriðason, Il commesso viaggiatore, 1ª ed., Guanda, 2017,  p. 329, ISBN 978-88-235-1745-5.